# ヴィルヘルム2世 (ヘッセン方伯)
ヴィルヘルム2世（Wilhelm II., 1469年4月29日 - 1509年7月11日）は、下ヘッセン方伯（在位：1493年 - 1509年）。のち兼上ヘッセン方伯（在位：1500年 - 1509年）。下ヘッセン方伯ルートヴィヒ2世とその妃であったヴュルテンベルク＝ウラッハ伯ルートヴィヒ1世の娘メヒティルト（1436年以後 - 1495年）の息子。兄のヴィルヘルム1世（長兄伯）・従弟のヴィルヘルム3世（若年伯）と区別するため「中庸伯」と呼ばれる。

## 略歴
ヴィルヘルム1世の退位により、1493年に下ヘッセン方伯となる。ヴィルヘルム2世は、ヴォーデモン伯フェリー2世とロレーヌ女公ヨランド・ダンジューの娘ヨランド（? - 1500年）と1497年に結婚し、1500年に彼女と死別した。2人の間に子供はなかった。同年10月20日、メクレンブルク＝シュヴェリーン公マグヌス2世の公女アンナ（1485年 - 1525年）と再婚し、以下の2男2女をもうけた。
- ヴィルヘルム（1500年3月27日 - 4月8日）
- エリーザベト（1502年 - 1557年） - ザクセン公ゲオルク子ヨハンと結婚
- マグダレーナ（1503年 - 1504年）
- フィリップ（1504年 - 1567年） - ヘッセン方伯

同じく1500年には、従弟の上ヘッセン方伯ヴィルヘルム3世が死去したため上ヘッセン方伯も嗣ぎ、2つに分割されていたヘッセン方伯を統合した。
1503年に神聖ローマ皇帝マクシミリアン1世は、ヴィルヘルム2世に対してプファルツ選帝侯フィリップの追放を命じた。
ヴィルヘルム2世は1509年に歿し、末子のフィリップ1世が方伯位を嗣いだ。